# Neocardia
Neocardia is een geslacht van tweekleppigen uit de  familie van de Philobryidae.

## Soorten
- Neocardia africana (Bartsch, 1915)
- Neocardia angulata Sowerby III, 1892
- Neocardia limoides (E. A. Smith, 1904)